# Rangoon (filme)
Rangoon é um filme indiano de 2017, do gênero drama romântico-histórico de guerra, dirigido por Vishal Bhardwaj e produzido por Sajid Nadiadwala. A história do filme baseia-se no período da Segunda Guerra Mundial (1939-1945) e retrata a vida e os tempos da primeira dublê original de Mary Ann Evans-Bollywood, conhecida melhor como Fearless Nadia.